# Anoplognathus macleayi
Anoplognathus macleayi är en skalbaggsart som beskrevs av Blackburn 1892. Anoplognathus macleayi ingår i släktet Anoplognathus och familjen Rutelidae. Utöver nominatformen finns också underarten A. m. aurora.